# NISAX20
Der NISAX20 war ein regionaler Aktienindex, der am 15. Mai 2002 von der Norddeutschen Landesbank nach dem Vorbild des Regionalindex BayX30 ins Leben gerufen und von der Deutschen Börse berechnet wurde. Er bildete die Kursentwicklung der 20 wichtigsten börsennotierten Unternehmen des Bundeslandes Niedersachsen ab. Zum Ende des Handelstages am 17. Juni 2020 stellte der Indexanbieter STOXX Ltd. die Berechnung und Verteilung des Index ein.

## Zusammensetzung
Beim NISAX20 handelte es sich um einen Kursindex. Der Ausgangswert wurde zum Startdatum am 15. Mai 2002 auf 1.000 gesetzt. Jedes Unternehmen erhielt zunächst einen Anteil von 5 Prozent am Index. Während der Xetra-Handelszeit von derzeit 9:00 bis 17:30 Uhr wurde der NISAX20 minütlich von der Deutschen Börse berechnet und verteilt. In den Index aufgenommen wurden die gemessen an der Marktkapitalisierung größten niedersächsischen Unternehmen. Die reguläre Prüfung der Indexzusammensetzung erfolgte vierteljährlich. In außergewöhnlichen Fällen, wie etwa einer Fusion oder Übernahme eines Unternehmens, konnte die Indexzusammensetzung auch zu abweichenden Terminen überprüft werden.
Die bedeutendsten Unternehmen im Index waren die Volkswagen AG, der Reisekonzern TUI (ehemals Preussag), die Continental AG (Reifen, Automobilzulieferer), der Stahl- und Röhrenproduzent Salzgitter AG, der Duft- und Aromastoffhersteller Symrise sowie die Versicherungsunternehmen Talanx und Hannover Rück. Damit einzelne Unternehmen den Index nicht zu sehr dominierten, wurde der Anteil auf jeweils 15 Prozent begrenzt.
| Unternehmen                 | Unternehmenssitz | Marktsegment         |
| --------------------------- | ---------------- | -------------------- |
| Artec Technologies          | Diepholz         | Technologie          |
| Berentzen                   | Haselünne        | Nahrungsmittel       |
| CeWe Stiftung & Co. KGaA    | Oldenburg        | Konsum               |
| Continental AG              | Hannover         | Automobile           |
| Delticom                    | Hannover         | Automobile           |
| Einbecker Brauhaus AG       | Einbeck          | Nahrungsmittel       |
| EnviTec Biogas              | Lohne            | Industrie            |
| H&R AG                      | Salzbergen       | Chemie               |
| Hannover Rück               | Hannover         | Versicherungen       |
| HELMA Eigenheimbau          | Lehrte           | Bau                  |
| KWS Saat                    | Einbeck          | Nahrungsmittel       |
| LPKF Laser & Electronics AG | Garbsen          | Industrie            |
| PNE Wind AG                 | Cuxhaven         | Industrie            |
| Salzgitter AG               | Salzgitter       | Grundstoffe          |
| Sartorius AG                | Göttingen        | Industrie            |
| Symrise                     | Holzminden       | Chemie               |
| Talanx AG                   | Hannover         | Versicherungen       |
| TUI AG                      | Hannover         | Verkehr und Freizeit |
| Viscom AG                   | Hannover         | Industrie            |
| Volkswagen AG               | Wolfsburg        | Automobile           |

Während des Bestehens des Index waren mehrere Anpassungen erforderlich. Zu den ehemaligen Unternehmen im NISAX20 gehören:
- AWD Holding, Hannover
- BHW, Hameln
- Deutsche Hypothekenbank, Hannover
- Deutsche Immobilien Holding (DIH), Delmenhorst
- Höft & Wessel, Hannover
- Lambda Physik, Göttingen
- Linos, Göttingen
- Neschen AG, Bückeburg
- Oldenburgische Landesbank, Oldenburg
- Pgam, Georgsmarienhütte
- Varta AG, Hannover